# Robocraft

《Robocraft》是一款已停運的線上第三人稱射擊遊戲，開發商為英國的Freejam工作室。玩家在此遊戲中要在機庫中以各種零件製作屬於自己的戰鬥機器，再去參與兩隊相戰鬥佔點的戰役。2013年3月7日開始公開測試，採免費付費並行的模式。
本遊戲在機體的設計上有極大的自由度，用各種功能的零件如組裝樂高積木般的堆砌機體外型與調整機體功能，需要注意機體的質量、質心位置、推力等等的物理性質。2015年2月18日加入鏡像編輯工具，理論上可使建造時間減半。2015年12月17日增加塗裝系統，並整併了舊有的結構體，移除駕駛座功能與將機體數量免費提升至25架等重要變更。
2015年1月5日發布訊息表示贏得2014年度最佳獨立製作遊戲（Indie Game of the Year）獎。2015年11月13日贏得獨立遊戲開發協會（TIGA）的最佳出道獎。
2025年1月，因Freejam工作室解散，本作从Steam下架，服务器关停，运营终止。

## 背景設定
遊戲中主要互動是在戰役和在母艦建設戰鬥機器，戰役的背景是在火星、GJ 1214 b和地球這3個行星上。

### 遊戲模式
- 测试模式（Test Robot）：在一块无敌人的场地测试玩家的机体。
- 单人模式（Single Player）：单人與電腦共同對戰電腦，目前已移除。
- 團隊死鬥（Team Death Match）：最初唯一的一種模式，舊名為占領基地（Capture the Base）。兩隊要搶佔對方的陣地，我方成員以藍色標示，敵方成員以紅色標示 ，獲勝條件是消滅敵對的所有成員或在對方佔領友方的陣地之前先佔領對方的陣地。之前並不能重生。
- 戰鬥競技場（Battle Arena）：玩家分為兩隊，先攻毀對方的塔的隊伍獲勝。
- 排位（League Area）：玩家分為兩隊，先攻毀對方的塔的隊伍獲勝。与戰鬥競技場不同的是玩家的胜负会被记录。
- 2014年10月8日新增頭目戰役（Boss Battle），由八階（T8）以上的玩家對抗低階的其他玩家。低階玩家以隨機方式遭遇頭目戰役，而扮演頭目的玩家每次進入戰役後須等10小時後才能開啟下一場；頭目玩家支援組隊功能。[6]2015年2月18日改為挑戰模式（Challenge Mode），規則雷同，不過高階機體玩家數量增加到4位且為隨機分配，等待時間改為3小時；TX-1頭目戰則變為巨型頭目戰役（Megaboss battle）。目前已遭移除。[3]

### 貨幣
遊戲中現有1種點數作為貨幣使用：
- 機器點數（Robo Point，RP），參加戰役可獲得的點數之一，可用於購買零件。目前已遭移除。
- 銀河幣（Galaxy Cash，GC），需要以現金購買的虛擬貨幣，可用於購買零件與獨特裝飾零件。目前已遭移除。
- 綠粉(Robits，RB)，現在唯一的虚擬貨幣，以賣出物品和每季公會經驗值獲得 目前亦可從戰鬥結算中獲得
- 裝飾品積分（Cosmetic Credits），用作購買裝飾品

### 等级
在游戏中，等级可以通过战斗提升。在2016年4月4日更新后，满级150。提升等级会提升最大CPU。每升一级提升11 pFLOPS，100级后每升一级提升5 pFLOPS。满级1750 pFLOPS。現在更新後，無論任何等級，每個機械最大 CPU 都是2000 pFLOPS，等級變為無上限。

### 排位
目前在遊戲中有排位系統,類似LOL等遊戲的排位系統 一開始由銅(B)接著是銀(S),金(G),鑽(D),質子(P) 玩家若在排位戰鬥落敗,會導致排位分數下降. 每個階級都有5個分階 例:b-1

## 社区
目前游戏拥有很多论坛例如Robocraft官方论坛（英文），Steam社区（英文）以及中文巴哈姆特，百度貼吧少有人討論。

## 機體設定

### 方塊
部件在遊戲中又稱方塊，用來組成機體，並以組成機身結構、用於移動、作為武器與其他作用的功能來分類：

#### 結構（Chassis）
組成機體的部件，有一般結構、風擋、氦槽等，前兩者又各有八種以上的外型：正方體（Cube）、三角柱（Prism）、四面體（Tetra）、七面體（Inner），這四種又各有一種圓邊版。它們的質量與裝甲也都不一樣。
- 一般結構：用途如機體的機殼。於2015年12月17日由輕結構、重結構、裝甲併成數值基於Carbon 6的一般結構，新版所有方塊的統一了生命值,取消原有的所有其他的方塊。
  - 輕結構（Light Chassis）：舊版的初階結構。2015年12月17日併成一般結構。
  - 重結構（Heavy Chassis）：舊版的結構，有輕結構的三倍質量，但裝甲值相同。2015年12月17日併成一般結構。
  - 裝甲（Armored）：舊版的結構，裝甲值較高，原有五種等級，2014年5月8日改為十種等級。[8]其中有推出搭配商城機體所販售的異色裝甲(10階綠黑色、5階大紅色、4階墨綠色、3階亮米色磚塊)，購買途徑在2015年1月8日更新時移除。有TX-1版本（Armored TX-1），是重大更新"Dawn of the Meagbots"中超大型機體的最後一塊拼圖，目前最高階的裝甲，有著機械紋路的銀灰色材質外表。為遊戲中最輕（方形磚重3.0kg，為T1結構方塊的3/5質量）、最硬（為T10紅黑色磚塊裝甲量的140%）、最耗CPU（一塊消耗3CPU）的結構類方塊。於2015年2月18日加入。[3]。有Carbon 6版本，具有兩款表面為消光霧面材質的黑、橘色T10磚甲，比同階的磚甲貴上許多；亦有字母磚及"6"號數字磚的版本[9]。2015年12月17日將所有裝甲併成一般結構。
- 風擋（Windshield）：與輕結構裝甲量相同但更耗CPU，幾乎是裝飾用，目前已移除。
- 氦氣槽（Helium Tank）：與現實不同，遊戲中的設定是負質量物質，也會增加阻力。只有一種方型的形狀，現已被刪除。[10]
- 裝甲氦氣槽（Armored Helium）：於2014年6月6日新增5種等級，是氦氣槽的裝甲強化版，之後又改為只剩2、4、8、10四種等級並把浮力參數改為一半。[10]
- 飛機支架（Aero Rod）：比同級的其它結構部件更輕，但同時犧牲了裝甲和可連接點。有短、L形、長三種。

#### 移動（Movement）
用於移動的部件有供地面移動的輪子、用於浮空的機翼、懸浮葉與提供大推力的推進器。除了車輛與純懸浮機只需要一種移動零件外，玩家也可以用推進器加上機翼或氦氣槽組成定翼飛機或火箭飛行船等等。
所有動力部件的出力在Tanks Are Rollin' Out!重大更新後都會受到收益遞減的影響；除非像是全由推進器構成的極端機體，對於大部分玩家而言沒有很明顯的改變。百萬級TX-1次原子機砲加入的同一更新微調規則，現在垂直擺放、水平放置的機翼或是舵不會彼此影響使得升力及轉向能力大打折扣。
- 動力輪（Wheel Motor）：提供動力，不可轉向。之後改稱為輪（Wheel）。有巨型版本（Mega Wheel TX-1），速度比原来T10轮快一些，非常大，拥有6个链接处。[12]
- 轉向動力輪（Wheel Dual Drive）：有動力，可轉向。之後改稱為轉向輪（Wheel Steering）。有巨型版本（Mega Wheel Steering TX-1）。
- 推進器（Thruster）：提供強大推力。
- 懸浮槳葉（Hover Blade）：提供升力、推力與轉向能力。有巨型版本（Mega Hover TX-1）
- 機翼（Aerofoil）：在機體有速度時提供升力，於2014年6月6日新增。[10]
- 舵（Rudder）：小型版的機翼，升力也較小；轉向能力優於機翼。於2014年7月31日新增。[13]
- 步行者腿（Walker Leg）：外觀如蠍腳，裝上機器腿以步行方式移動，能夠垂直攀爬、倒掛、跳躍與蹲伏。於2014年7月10日的「Rise of the Walkers」重大更新中加入。[6]
- 履帶（Caterpillar Track）：第一款具有複數連接點的移動配件。單一部件僅能前進和後退，但兩個履帶以上的組合可以如履帶車般轉向。非常重、慢速但耐打，是遊戲中同階血量第二多的移動部件。能直接爬上對輪車是障礙的陡坡，地形適應性僅次於步行者腿（只差在不能倒掛和跳躍）。於2014年12月9日加入[11]
- 陸橇（Ski）：唯一只有五階的移動部件，分為可轉向及無法轉向兩種。完全無動力，必須和推進器等移動部件搭配（但和履帶的組合非常糟）。於2014年12月23日連同禮物加入。[14]
- 旋翼槳葉（Rotor Blades）：俗稱螺旋槳，但實際上旋翼不是螺旋槳（因此將旋翼仿螺旋槳的方式垂直擺放，並不會對機體的操縱性產生任何效果）。於2015年2月18日重大更新「Dawn of the Megabots」加入，單位CPU的可承載質量比機翼高。可以較為穩定的盤旋在空中，飛行高度比一般飛機稍低；裝備兩組以上在操作上較為容易。[3]
- 機械腿（Mecha Leg）：內建電鍍板，為同階血量最多的移動部件。為求只剩一隻腳還能維持正常行動的操縱性，被設定為比履帶還重的部件；跳躍時能夠微調機體方向。於2015年10月22日重大更新「League of Mechs」加入。[15]

#### 装备（Hardware）
此部件包含用于攻击及修理的武器和用于防禦的電鍍板裝甲。
最遠射程都被設定為戰爭迷霧的邊緣。2014年5月8日變更其中三種武器的名稱與設定。2015年1月20日更改了SMG的外觀造型。在2016年3月2日Maximum Loadout中可同時攜帶5種武器(包括Dise Shield Module, Blink Module),而且把全部武器轉向速度統一。
- 前裝激光（Front Laser Wasp/Homet/Blaster/Vaporizer/Disintegrator）：初始時為免費的裝備。射角較小但相對的所占空間及購買金額較便宜。快速直射，原設定射程短(所以曾發生被電漿砲遠程繳械的遊戲問題)，後改為連射時準心擴散使得準度下降。
- 頂裝激光（Top Laser Wasp/Homet/Blaster/Vaporizer/Disintegrator）：俗稱：机枪，射界比前裝型更廣(360度)但更加昂貴。原設定射程短，後改為連射時準心擴散使得準度下降。SMG有巨型版本（Mega Laser），首款雙砲管且具有複數連接點的武器；運作機制和原來的SMG類似，不過兩發子彈會以極短的間隔射出。為目前遊戲中最大的武器。於2015年1月19日發布開放測試消息[17]，於次日（1月20日）新增；其他兩款百萬級機器（MEGABOT）的相關配件會在日後的更新陸續釋出。[18]
- 電漿發射器（Plasma Launcher）／電漿加農砲（Plasma Cannon）俗稱：電漿砲，其質量和所產生後座力是所有武器中最大的。具濺射傷害，彈道會受重力影響而呈拋物線。2014年3月11日新增[19]。有巨型版本（Mega Plasma），單發傷害值為39128。
- 磁軌加農砲（Rail Cannon）：直射狙擊砲。攻擊速度相當慢。射出時會有螺旋狀煙霧效果。單發殺傷力僅次於特斯拉刀。2014年5月8日新增。[8]
- 電鍍板（Electroplate）：每一階級的外觀都有所差異，同一階分有左右兩片。自身裝甲值很低，主要是以可充能的護盾（Shield）吸收傷害；護盾在停止受到攻擊後持續15秒便會開始充能、回到完好狀態。於2014年7月23日新增。[20]有巨型版本（Megaplate TX-1），分為A、B兩種款式（共四片），和其他MEGA部件同樣有複數連接點。MEGA超級更新的倒數第二款部件，於2015年2月11日加入遊戲。[21]
- 奈米分解器（Nano Disruptor）：以持續光束修復隊友。有左鍵手動和右鍵自動瞄準兩種射擊模式，射程很短，傷害能力是同等武器中最低的。於2014年7月10日的Rise of the Walkers重大更新中加入。[6]于2016年3月2日，取消伤害敌人的功能，并由齐射改为轮射。[16]
- 特斯拉刀（Tesla Blade）：近戰衝撞用武器，傷害比同階磁軌砲還高。造成持续性伤害，可以與現有其他武器共同裝備。於2014年12月9日加入。[11]
- 防空砲（Aeroflak Cannon）：發射砲彈只會在空中爆破的直射砲。為目前遊戲中最重(4500公斤)、最耗CPU(300pFLOPS)的武器。[22]
- 鎖定飛彈發射器（Lock On Missile Launcher）：俗稱：導弹，鎖定後再發射即有飛彈導引功能，未鎖定則如火箭無導引，缺點是導彈不可避過圓盾和障礙物。[23]
- (Proto-Seeker) : 零時間鎖定，傷害低(每發傷害1600)，遠距離武器，對電鍍板有附加傷害，攻速為所有武器中最快，子彈可稍微轉彎，於2016年3月16日更新中加入。[24]

#### 特殊（Special）
此部件有駕駛座、頭燈、雷達一類的輔助用部件。
- 駕駛座（Pilot Seat）：2015年12月17日移除。舊版的機體的生命核心，被打中等於出局；目前共有七個連接點。2015年2月18日新增內建翻轉器功能：在10秒可微幅移動的無法攻擊狀態下，將機體浮空、轉正並放回地上；期間會有相當顯眼的輔助特效。[3]有巨型版本（Mega Seat TX-1）。
- 大型駕駛座（Mega seat）：2015年2月18日加入，12月17日移除。舊版的超大型機體專用的駕駛座。擁有六個連接點，在放到機庫中便會無條件升級成TX-1等級、並將CPU上限擴增到7.55Exaflops（7555pFLOPS，原始上限的五倍）。除了磚甲、裝飾品外的其他階級的部件不能裝上以此座椅構成的機體上[3]
- 探敵雷達（Enemy Radar）：為探測敵機方位,現已被刪除。
- 頭燈（Headlamp）：如車燈照亮前方，但目前皆是日間戰場，且太醒目，可說只有裝飾功能，更新後在右鍵開瞄準鏡時會產生強光阻擋視線。
- 雷達干擾器（Radar Jammer）：使敵隊雷達暫時失效；一枚干擾器同一時間只對一顆雷達有效。2014年4月30日新增,現已被刪除。[25]
- 雷達接收器（Radar Receiver）：分享隊友雷達資訊。2014年4月30日新增,現已被刪除。[25]
- 闪现模块（Blink Module）：将玩家的载具传送到玩家选择的位置，有距离限制。于2016年3月2日的重大更新中加入[16]
- 圆盾模块（Disc Shield Module）：在玩家选择的位置放置一个圆形护盾，可抵挡敌方攻击，友方攻击可穿透，有时间限制。于2016年3月2日的重大更新中加入[16]
- 能量模块（Power Booster）：加快玩家载具能量回复速度。使完全回复速度从10秒降低到8秒[7]

#### 裝飾（Cosmetic）
裝飾的部件。
- 蒸氣尾（Vapour Trail）：能夠在玩家载具的移動路徑上產生白色的蒸氣條。
- 機體名條橫幅（Robot Name Banner）：其上會顯示出玩家的载具名稱。
- 速度計（Speedometer）、高度計（Altimeter）：顯示目前玩家所處的速度或所在的高度。速度計在2014聖誕節前夕，以未拆封的禮品外型、用獎勵碼的方式贈送到玩家手中；2015年1月8日拆封及新增此兩種計量表。[26]
- 全像旗幟（Holoflag）：裝飾用，有很多國家的國旗可選購，亦有製作團隊的標章。前身是「徽章」，2015年2月18日將徽章更改為如蒸氣尾特效的全像投影旗幟。[3]

### 塗裝系統
2015年12月17日將所有結構方塊改成一種，顏色不再和數值有關，並增加新增了塗裝系統，能將各種部件（包括武器和移動用部件）分別上色。

### 遊戲內的機體代號
✖：搭載SMG機砲。
●：搭載電漿發射器。
▲：搭載磁軌加農砲。
✚：搭載奈米分解器。
◆：無搭載任何武器，偵查'充人數'當肉盾（遊戲中只能佔領敵方基地，幾乎毫無用處的單位）。
◓：搭載的特斯拉刀比其他武器還多；如果刀片數量特多而且操控得當，是相當恐怖的存在。
★：超大型機體級別。
上標及下標：此標示可分為陸行或飛行的機體。
注：目前已移除

### 商店販賣機體
除了常備的幾台機器外，在重大更新時（新武器或移動部件）便會出現新的機體，特殊活動也會推出期間限定的機體。購買機體的玩家除了獲得一格機庫、直接解鎖該機體最高等級零件外亦可以獲得一定程度的CPU上限增加效果（效果持續到玩家升級為止）；先前的版本由於和VIP加值帳戶綁在一起，因此也賣得較貴。商店販賣的機體階級最高不會超過七階（Mk.10的Titan和萬聖節限定的Banshee已打破此規定）。
由於考慮到壓階（Over-Tier）問題的嚴重性，官方也會對部分零件的階級評比（RANKING）進行調整；但這調整同時也會影響到商店中的機體階級，最後造成僅能以較低階的零件來維持其外觀、實際效益變差、C/P值相對降低等結果。最新的改動為全機體加上速度計裝飾。目前舊版的販售商品已遭全數移除，此功能亦和之後推出的CRF(社群機體商店)整併。
社群機體商店，玩家可以在社群平台上選擇租用、出租自己設計的機體。租用或購買時上傳者可得到一定比例的收入。
註：目前已移除

## 用語及遊戲術語
- 機械新聞（ROBONEWS）：官方在發佈重大更新前所釋出的新聞格式的文件，E14的官方出版物。[27]
- 機械日報（DAILY ROBO）：功能同機械快報，但以CF聯盟的角度敘述。[27]
- Protonium（Pn）：現實中確實存在名為質子素（英语：Protonium）的物質；但此為虛構元素。原子序151、質量數511、為散發幽暗藍光的截角八面體。能穩定供應遊戲中超級電腦（CPU）運作所需的電源。[28]
- Over-Tier：俗稱的『超階』，與完全體該階封頂的『壓階』有些微不同--用遠高過該階級應該會出現的磚塊、武裝出現在低階的場次像是（T6機體使用T9磁軌砲）。官方有針對此造成遊戲嚴重不平衡的問題進行數次修改，因此現在能裝到+2的部件已經是極限。
- Over-Clock：簡稱OC，即為超頻。在團隊死鬥模式預設為等級四；一般模式則會依據戰場即時表現而升等，上限為等級十五。等級提升後，機體除了裝甲值外的各項參數、能力都會有所提升，目前已移除。

### 組織
- E14：遊戲初期玩家所屬的組織。除了有自己設立的研究室研發科技（奈米科技、特斯拉刀、MEGA裝備系列）外，也會透過無人偵察機伺探CF的機密技術並加以竊取。開發出戰鬥機體工廠（Combat和Community開頭同為C），但被CF聯盟駭入並竊走技術。
- CF Alliance：與E14對立的反叛團體，計畫要將整顆火星據為己有。與E14長年交火使得雙方的軍備水平皆有突破性的成長。原先持有機械蠍腳、履帶、懸翼等技術，但先後皆被E14竊走。FJ工作室的新聞、更新資訊發布者 Drognin 為該陣營的領袖。
- U.G：銀河聯盟，負責制定銀河系公約的組織。本遊戲的規則制定及修改大致是由該組織負責。
- Bang Bang Badger Inc.：蹦蹦獾公司，長期擔任機械快報的贊助商。因被人檢舉以非人道複製技術大量複製保育獾以提供其子公司的毛皮原料而遭受起訴，並撤銷贊助資格。
- CARBON 6：目前尚未公布其在遊戲中的定位，擁有專屬的特別磚甲及武器。

## 遊戲bug
- 遊戲中曾出現可利用CRF(玩家寄賣自己載具的商店)刷錢. 當時官方因重大更新而將賣出物品可得到的RP量提高一倍,然而CRF沒有作出相應的修改. 造成玩家在購買別人載具後,將武器等物品賣出,便可得到比成本更多的錢 事後官方並無封禁任何玩家.
- 遊戲內曾出現無視碰撞箱的bug. 玩家不停按著esc便可無視碰裝箱,將武器等安裝到載具上.

## 停运
2025年1月20日，Freejam宣布工作室即将关闭，本作亦会在Steam停售，游戏服务器将在当周下线。

## 外部連結
- ROBOCRAFT | BUILD DRIVE FIGHT（页面存档备份，存于）
- Robocraft在Steam上的頁面（页面存档备份，存于）
- Robocraft的Twitter（页面存档备份，存于）